# Li Siao-chung
Li Siao-chung (čínsky pchin-jinem Lǐ Xiǎohóng, znaky 李曉虹, POJ: Lí Hiáuhông), (* 11. února 1979) je bývalá tchajwanská zápasnice – judistka.

## Sportovní kariéra
V tchajwanské ženské reprezentaci se pohybovala od poloviny devadesátých let dvacátého století v těžké váze nad 78 (72) kg. V roce 2000 a 2004 startovala na olympijských hrách. Sportovní kariéru ukončila v roce 2005.

## Výsledky

### Váhové kategorie
| Turnaj            | 1995       | 1996       | 1997       | 1998       | 1999       | 2000       | 2001       | 2002       | 2003       | 2004       |
| Turnaj            | 16         | 17         | 18         | 19         | 20         | 21         | 22         | 23         | 24         | 25         |
| Turnaj            | těžká váha | těžká váha | těžká váha | těžká váha | těžká váha | těžká váha | těžká váha | těžká váha | těžká váha | těžká váha |
| ----------------- | ---------- | ---------- | ---------- | ---------- | ---------- | ---------- | ---------- | ---------- | ---------- | ---------- |
| Olympijské hry    |            | —          |            |            |            | úč.        |            |            |            | úč.        |
| Mistrovství světa | úč.        |            | úč.        |            | úč.        |            | úč.        |            | úč.        |            |
| Asijské hry       |            |            |            | 2.         |            |            |            | 5.         |            |            |
| Mistrovství Asie  | ?          | 3.         | 3.         |            | 3.         | 5.         | —          |            | 5.         | —          |
| Univerziáda       |            |            |            |            | ?          |            | 5.         |            | 5.         |            |
| Akademické MS     |            |            |            | 5.         |            | 5.         |            | —          |            | —          |
| MS juniorů        |            | 7.         |            | 3.         |            |            |            |            |            |            |

### Bez rozdílu vah
| Turnaj            | 1995 | 1996 | 1997 | 1998 | 1999 | 2000 | 2001 | 2002 | 2003 | 2004 |
| Turnaj            | 16   | 17   | 18   | 19   | 20   | 21   | 22   | 23   | 24   | 25   |
| ----------------- | ---- | ---- | ---- | ---- | ---- | ---- | ---- | ---- | ---- | ---- |
| Mistrovství světa | —    |      | úč.  |      | —    |      | úč.  |      | úč.  |      |
| Asijské hry       |      |      |      |      |      |      |      | 5.   |      |      |
| Mistrovství Asie  | ?    | 2.   | 3.   |      | ?    | 3.   | —    |      | 3.   | —    |
| Univerziáda       |      |      |      |      | ?    |      | ?    |      | 3.   |      |
| Akademické MS     |      |      |      | 7.   |      | 3.   |      | —    |      | —    |